# Nostro Tempo
Nostro Tempo, con sottotitolo cultura arte vita, è stata una rivista letteraria italiana fondata a Napoli nel 1952 dalla poetessa Maria Teresa Cristofano. Edita dall'Istituto Editoriale del Mezzogiorno, ebbe periodicità mensile e restò in vita per oltre trent'anni, fino al 1984.

## Argomenti e collaboratori
Questa rivista si occupò principalmente di letteratura contemporanea, riservando un congruo spazio anche alle arti figurative e alla musicologia, sotto l'ininterrotta direzione della fondatrice. La ricerca letteraria fu anche attenta agli esiti più significativi e "attuali" del nostro Ottocento.
Ebbe tra i collaboratori: i critici letterari Giorgio Bàrberi Squarotti, Giuliano Manacorda, Walter Mauro, Giancarlo Mazzacurati, Angelo Mele, G. Vittorio Paolozzi; gli scrittori e poeti Giuseppe Bufalari, Giuseppe Berto, Luigi Compagnone, Michele Prisco, Domenico Rea, Giorgio Saviane, Camillo Sbarbaro e altre firme di spicco, accanto a quelle di giovani esordienti.
Domenico Rea non esitò a definire Nostro Tempo come «l'unica rivista letteraria degna di questo nome a Napoli».

## La narrativa a Napoli
Un corposo fascicolo monografico di questa rivista fu dedicato alla narrativa partenopea, molto attiva nel secondo dopoguerra. Curato anche sotto il profilo grafico, questo fascicolo speciale contiene contributi di scrittori che oggi occupano posizioni di primo piano nel panorama della narrativa italiana tout-court. Tra gli altri: Luigi Compagnone, Luigi Incoronato, Raffaele La Capria, Giuseppe Marotta, Mario Pomilio, Michele Prisco, Domenico Rea. Ciascun profilo o intervento riporta la firma autografa e un'immagine rimovibile del rispettivo autore. La Premessa è della direttrice Maria Teresa Cristofano.